# Petrosaurus repens
Espèce
Synonymes
- Uta repens Van Denburgh, 1895
- Petrosaurus thalassinus repens (Van Denburgh, 1895)

Statut de conservation UICN

 LC  : Préoccupation mineure
Petrosaurus repens est une espèce de sauriens de la famille des Phrynosomatidae.

## Répartition
Cette espèce est endémique du Mexique. Elle se rencontre en Basse-Californie et en Basse-Californie du Sud.

## Taxinomie
Petrosaurus thalassinus repens a été élevée au rang d'espèce par Larry Lee Grismer en 1999

## Publication originale
- Van Denburgh, 1895 : A review of the herpetology of Lower California. Part I - Reptiles. Proceedings of the California Academy of Science, ser. 2, vol. 5, p. 77-162 (texte intégral).